# Abu-Ali-Mustafa-Brigaden

Das Logo der Abu-Ali-Mustafa-Brigaden, bestehend aus dem Zeichen der PFLP (Palästina vor 1948 mit dem Pfeil) sowie zwei gekreuzten Kalaschnikows im Hintergrund.

Die Märtyrer-Abu-Ali-Mustafa-Brigaden (arabisch كتائب الشهيد أبو علي مصطفى, DMG Katāʾib aš-Šahīd Abū ʿAlī Muṣṭafā; englisch: Martyr Abu Ali Mustafa Brigades) sind der militante bzw. militärische Arm der marxistisch-leninistischen Volksfront zur Befreiung Palästinas (PFLP) in den gesamten palästinensischen Autonomiegebieten (Westjordanland, Ostjerusalem und Gazastreifen).

## Entstehung und Geschichte
Vor der Gründung der Brigaden existierten als militärischer Arm der PFLP drei große Gruppen, die Märtyrer Ghassan Kanafani Brigaden, die Märtyrer Wadi Haddad Brigaden und die Roten Adler (arabisch: an-Nasr al-Ahmar).
Der Name des militärischen Arms leitet sich vom ehemaligen Generalsekretär der PFLP Abu Ali Mustafa ab, der 2001 – kurz nach seiner Wahl zum Generalsekretär – in einer gezielten Tötungsaktion der israelischen Armee mit zwei auf sein Arbeitszimmer abgefeuerten Raketen getötet wurde. Die Abu-Ali-Mustafa-Brigaden wurden vor allem während der Al-Aqsa-Intifada als militärischer Arm der PFLP bekannt.
Als 2002 ein von der Europäischen Union finanzierter und von einigen palästinensischen Intellektuellen unterschriebener Aufruf veröffentlicht wurde, der sich gegen Selbstmordanschläge aussprach, konterte vor allem der militärische Arm der PFLP mit einem scharfen Gegenaufruf. Die Abu-Ali-Mustafa-Brigaden erklärten sich solidarisch mit islamistischen Gruppierungen, indem sie behaupteten, die Wahl der Kampfmittel (also auch Selbstmordanschläge) stünde den „patriotischen und islamischen Widerstandskräften“ zu. Dies geschehe in „Übereinstimmung mit der großen Mehrheit des palästinensischen Volkes“, was zu der Zeit aus repräsentativen Umfragen tatsächlich hervorging.

## Organisierung
Obwohl gerade israelische Nachrichten oft davon sprechen, dass die Abu-Ali-Mustafa-Brigaden eher im Westjordanland vertreten sind, ist der militärische Arm der PFLP auch im Gaza-Streifen und in Ost-Jerusalem aktiv.
Der seit 2000 als Befehlshaber im militärischen Teil der PFLP aktive Ahad Yusuf Musa Olma ist seit Gründung der Abu-Ali-Mustafa-Brigaden dessen Kommandant. Er wurde 2002 zusammen mit dem Generalsekretär der PFLP Ahmad Saadat und drei bzw. vier weiteren PFLP-Mitgliedern von Ordnungskräften der palästinensischen Autonomie-Regierung festgenommen.
Die Hauptzentren der Abu-Ali-Mustafa-Brigaden sind ähnlich gelagert wie die Hochburgen der PFLP. Wichtigste Städte mit aktiven Kämpfergruppen sollen vor allem die Städte im zentraleren Westjordanland sowie Nord-Gaza sein. Dabei rekrutiert sich ein Großteil der Kämpfer im Westjordanland aus dem studentischen Milieu. Vor allem aus der Al-Quds-Universität (Ost-Jerusalem), der Bir Zeit-Universität (Ramallah),  An-Najah National University (Nablus) und der American University of Jenin kommt ein größerer Teil der Kämpfer und Kämpferinnen der Abu-Ali-Mustafa-Brigaden.
Die Zahl der Kämpfer und Kämpferinnen der Abu-Ali-Mustafa-Brigaden bzw. PFLP ist schwer zu bestimmen. Einige gehen von bis zu mehreren Tausend aktiven und passiven Mitgliedern aus, andere – etwa die CIA – hingegen beziffern nur die Zahl der PFLP-Mitglieder mit lediglich etwa 800.

## Angriffe und Anschläge
Nachfolgend eine unvollständige Liste von gewaltsamen Aktionen der Abu-Ali-Mustafa-Brigaden.

### 2001
- In einem Vorort von Tel Aviv explodierten zwei Autobomben, wobei sechs Menschen verletzt wurden. Die PFLP übernahm die Verantwortung für den Anschlag.[8]

- Tötung des Security-Chefs und Bürgermeisters von vier israelischen Siedlungen im Westjordanland Meir Lixenberg.[9]
- Während der Al-Aqsa Intifada wurde der rechtsextremistische israelische Minister für Tourismus Rechaw’am Ze’ewi am 17. Oktober von einem Kommando der Abu-Ali-Mustafa-Brigaden erschossen.

### 2002
- Ein Selbstmordanschlag eines PFLP-Mitgliedes in einer Pizzeria in Karnei Shomron im Westjordanland am 16. Februar tötete drei Israelis.[10]
- Am 7. März sprengte sich ein Mitglied der Abu-Ali-Mustafa-Brigaden in der Lobby eines Hotels nahe der Stadt Ariel in die Luft. Dabei wurden 15 Israelis zum Teil schwer verletzt.[11]
- Ein Selbstmordanschlag auf einem Markt in Israel am 19. Mai tötete drei Israelis. Wer den Anschlag verübt hatte, ist bis heute nicht ganz klar. Auch die Hamas hatte die Verantwortung für die Aktion übernommen.[12]

### 2003
- Am 24. April wurden ein 34-jähriger Security-Beamter getötet und 13 weitere Menschen verletzt, als ein Selbstmordanschlag an einem Bahnhof in Kfar Save erfolgt. Für den Anschlag übernahmen die Al-Aqsa-Brigaden der Fatah sowie die Abu-Ali-Mustafa-Brigaden die Verantwortung.[11]
- Bei einem weiteren Selbstmordanschlag des bewaffneten Arms der PFLP im Dezember an einer Busstation nahe Tel Aviv wurden vier Menschen getötet und über 20 verletzt.[11]

### 2004
- Ein Selbstmordattentäter der PFLP wurde getötet, während er seine Sprengstoffladung zündet. Einige Menschen wurden leicht verletzt.[11]

### 2006
- Als Reaktion auf einen israelischen Militäreinsatz im Westjordanland und auf die Inhaftierung des Generalsekretärs Ahmad Saadat entführten Kämpfer der Abu-Ali-Mustafa-Brigaden insgesamt vier Amerikaner und zwei Franzosen in Gaza.[13]
- Bei der Erstürmung des palästinensischen Gefängnisses, in dem Ahmad Saadat und weitere PFLP-Mitglieder gefangen sind, durch die israelische Armee kam es zu Gefechten zwischen Streitkräften und den inhaftierten PFLP-Angehörigen, die sich im Gefängnis verschanzten.[13]
- Im Zusammenhang mit der Stürmung des Gefängnisses stürmten die Abu-Ali-Mustafa-Brigaden die Vertretung der Europäischen Union.[13]

### 2008
- Am 8. Februar starben bei einem Selbstmordattentat im israelischen Dimona eine Frau sowie zwei Attentäter. Sowohl die al-Aqsa-Brigaden der Fatah als auch die Abu-Ali-Mustafa-Brigaden sowie eine neuere Gruppierung übernahmen die Verantwortung für die Aktion.[14]
- Die israelische Stadt Sderot wurde mit einer Rakete beschossen.[15]
- Am 4. und 5. März wurden israelische Militärfahrzeuge von Abu-Ali-Mustafa-Brigaden und Al-Quads-Brigaden in einer kombinierten Aktion immer wieder mit Raketen angegriffen. In diesem Zeitraum fanden zahlreiche kleine Gefechte mit israelischen Sicherheitskräften statt.[16]
- Am 8. März, dem von der PFLP und den Abu-Ali-Mustafa-Brigaden begangenen Frauentag, wurde ein israelischer Soldat an den Grenzbefestigungen am südlichen Gaza-Streifen von einem Scharfschützen der Abu-Ali-Mustafa-Brigaden angeschossen.[17]
- Die Küstenstadt Ashkelon wurde am 11. März durch Abu-Ali-Mustafa-Brigade-Einheiten mit mindestens einer Kassam-Rakete beschossen, die aber keine schweren Schäden verursachte.[18]
- Zakim, Sderot sowie das militärische Gebiet Karem Abu Salem wurden durch Abu-Ali-Mustafa-Brigade-Einheiten mit Sumoud-Raketen angegriffen.[19]

### 2023
- Kämpfer der Märtyrer-Abu-Ali-Mustafa-Brigaden waren am Terrorangriff der Hamas auf Israel am 7. Oktober 2023 beteiligt. Die Brigaden war auch Teil des gemeinsamen Planungs- und Trainingscamps.[20]